# Матовість мінералів

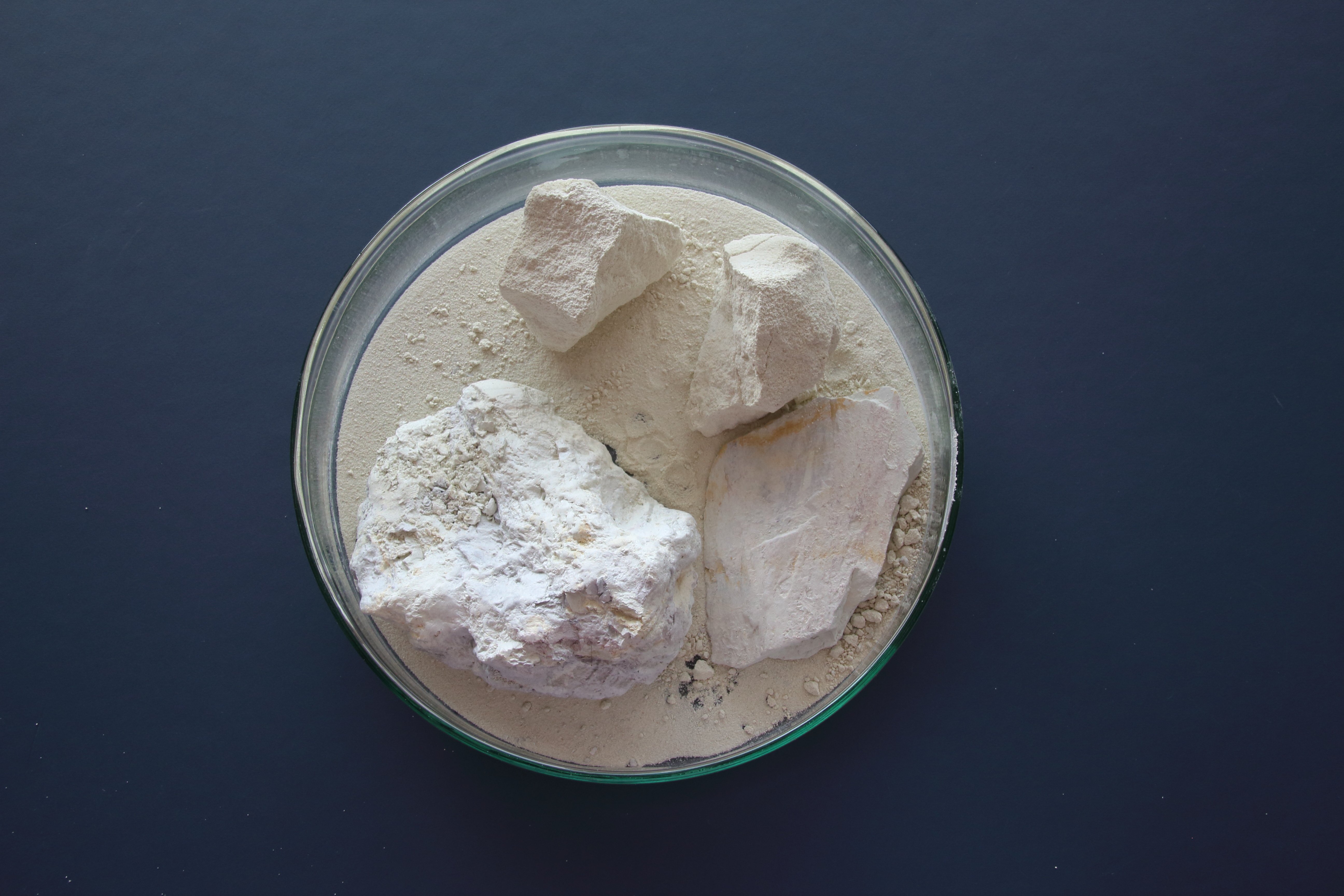
Приклад матового мінералу - каолін.

Матовість мінералів (рос. матовость минералов, англ. frosting of minerals, нім. Glanzlosigkeit f der Minerale) — явище розсіювання світла поверхнею мінералу, внаслідок чого вона здається восковою (при грубій нерівності — у зростках і зернистих агрегатах) і матовою (при тонкій нерівності — у тонкодисперсних агрегатах).
Мінерали з матовим блиском — крейда, каолін